# Pieter Mulder
Pieter Willem Adriaan Mulder (né le 26 juillet 1951) est un homme politique afrikaner d'Afrique du Sud, député à la chambre de l'assemblée du parlement de 1988 à 1994 pour la circonscription de Schweizer-Reneke puis député à l'assemblée nationale de 2014 à 2017. Chef de 2001 à 2016 du parti ethnique afrikaner, le Front de la liberté (Freedom Front / Vryheidsfront), il est vice-ministre de l'agriculture et des forêts dans le gouvernement de Jacob Zuma du 10 mai 2009 au 25 mai 2014.

## Biographie
Pieter Mulder est né le 26 juillet 1951 à Randfontein (Transvaal), fils de Suzanne et de Connie Mulder, ministre de l'Intérieur de John Vorster dans les années 1970.
Titulaire d'un doctorat en communication de l'université de Potchefstroom, il enseigne en 1984 en tant que professeur et chef du département de la communication de l'université de Potchefstroom. 
En 1985, Pieter Mulder est élu au conseil municipal de Potchefstroom.
En mars 1988, membre du parti conservateur, il reprend le siège de Kobus Beyers au parlement lors d'une élection partielle pour la circonscription de Schweizer-Reneke, dans l'ouest du Transvaal, s'imposant face à Willie Lemmer (Parti national) et à Jaap Marais, chef du Herstigte Nasionale Party. 
En mars 1994, il est membre fondateur du Front de la Liberté au côté de Constand Viljoen et est réélu au parlement lors des premières élections multiraciales de 1994. Il est réélu en 1999, 2004, 2009 et 2014. 
En mars 2001, il est élu chef du Front de la liberté après le retrait de la vie politique de Constand Viljoen.
En 2003, il refonde le parti en Front de la Liberté + (Freedom Front +), à la suite de la fusion/absorption avec le Parti conservateur. 
De mai 2009 à mai 2014, il est membre du gouvernement de Jacob Zuma en tant que vice-ministre de l'Agriculture.
Il est réélu en mai 2014 au parlement. En novembre 2016, lors du congrès du parti à Kempton Park, il cède ses fonctions de chef du FF+ à Pieter Groenewald, qui assurait jusque-là la présidence administrative et fonctionnelle du parti. Mulder annonce parallèlement qu'il ne se représentera pas aux élections générales prévues pour 2019.

## Vie privée
Marié à Triena Roestorf, un professeur de mathématique, ils ont cinq enfants et vivent à Potchefstroom.